# O Surto
O Surto é uma banda brasileira de rock, formada em 1994, em Fortaleza.
Ficou conhecida nacionalmente pelo sucesso da canção "A Cera".

## História

### 1994 - 99: Primeiros anos e primeiro álbum
A Banda foi formada pelos cearenses Reges Castro, conhecido como Reges Bolo (vocal) e Zé Wilclei (guitarra), além de Franklin Roosevelt (baixo) e Jucian Carlos (bateria), vindos de Natal.
A banda lançou seu primeiro trabalho independente em 1997, o título do álbum levava o nome da banda. O sucesso do disco fez que a banda se apresentasse no Skol Rock Festival de 1998, sendo ovacionado como a melhor apresentação do festival. A boa apresentação despertou o interesse da gravadora Virgin, que convidou o quarteto a fazer parte de seu casting. A banda foi para São Paulo, onde conheceu os integrantes dos Raimundos, para quem abriu vários shows.

### 2000 - 2013: O sucesso e a queda
Em 2000, a banda lançou o álbum Todo Mundo Doido, produzido por Rick Bonadio. Continha dez faixas, das quais se destaca o sucesso "A Cera", música mais executada nas rádios brasileiras em 2001, além das bem tocadas "Zarôia" e "Tudo é Possível" (que foi tema da novela adolescente Malhação). Com o sucesso do disco, foi convidada a se apresentar no Rock in Rio III, dividindo o palco com grandes estrelas do Brasil e do mundo, como Capital Inicial, Silverchair e Red Hot Chilli Peppers. Além de se apresentarem em todo o Brasil e aparecem na televisão, incluindo em Globo, SBT, e MTV, fizeram uma série de cinco shows no Japão.
Em 2002, a banda lançou seu segundo álbum, Equalizando as Idéias. O sucesso "O Veneno" foi também uma das músicas mais executadas por todo o Brasil, e seu videoclipe foi um dos mais executados da MTV, chamando atenção por sua excelente produção e fotografia.
Em 2007, a banda lança o álbum De Onde Foi que Paramos Mesmo?. Produzido por Marcelo Magal e Alexandre Pirajá.

### 2013 - 2023: O retorno e a morte de Reges Bolo
Doze anos após o lançamento de seu álbum, Todo Mundo Doido, O Surto, agora um quarteto, lançou seu quarto trabalho de inéditas em 2013 batizado de É Para Quem Gosta, e Não Para Quem Quer. A formação da banda contou com dois integrantes da formação original: o vocalista e líder da banda, Reges Bolo, e o baixista e humorista Franklin Medeiros. Markão Morini na bateria e Giuliano Giarolo, na guitarra. O single desse trabalho foi "O Sol e o Céu" em versão plugada e outra acústica. O segundo single a música "Litoral", foi lançada em junho desse mesmo ano, juntamente a um videoclipe produzido pelo renomado fotógrafo Rick Werneck.
Após um hiato de alguns anos, em 2021 a banda retornou com o projeto "O Surto 20 Anos", em comemoração aos 20 anos do álbum Todo Mundo Doido, onde novamente houve uma mudança nos integrantes, onde Guilherme Expoleta assumiu a bateria e Alex Guterres assumiu a guitarra. Um novo single foi lançado, intitulado "JAH", juntamente com o Selo da Gravadora Soma Records, onde futuramente prometem trabalhar para o lançamento de um DVD Acústico relembrando os grandes sucessos e algumas inéditas.
No dia 24 de abril de 2023, o vocalista Reges Bolo, foi encontrado morto em sua residência, em Porto Alegre.

### 2024 - presente: Continuidade da banda e novos trabalhos
No dia 6 de agosto de 2024, Lúcia, irmã do Reges Bolo, anuncia que banda irá continuar, com a última formação escolhida por Bolo, incluindo o vocalista convidado Ricardo Girardi.
No dia 9 de maio do ano seguinte, é disponibilizada uma versão acústica de "O Veneno", já com Girardi nos vocais.

## Legado
Muitos consideram que O Surto não teve oportunidade de mostrar todo seu potencial. "A Cera" ficou marcada como uma das melhores músicas de rock produzidas no Brasil, sendo elogiada pela revista Rolling Stone estadunidense.

## Integrantes

### Formação atual
- Chicano Fernandes — baixo
- Guilherme Expoleta  — bateria
- Marvin Portello — guitarra
- Ricardo Girardi — vocal

## Discografia

### Álbuns de estúdio
| Álbum                          | Detalhes                                                                                                | Vendas      | Certificação |
| ------------------------------ | --- | ----------- | ------------ |
| Pau de Dar Em Doido            | - Lançamento: 1997 - Gravadora: Independente - Formatos: CD                                             |             |              |
| Todo Mundo Doido               | - Lançamento: 3 de julho de 2000 - Gravadora: Virgin - Formatos: CD, download digital, streaming        | - : 100.000 | - Ouro       |
| Equalizando as Idéias          | - Lançamento: 15 de abril de 2002 - Gravadora: Virgin, EMI - Formatos: CD, download digital, streaming  |             |              |
| De Onde Foi Que Paramos Mesmo? | - Lançamento: 25 de outubro de 2007 - Gravadora: JT Records - Formatos: CD, download digital, streaming |             |              |

### Álbuns ao vivo
| Álbum            | Detalhes                                                    |
| ---------------- | ----------------------------------------------------------- |
| Surto* - Ao Vivo | - Lançamento: 1997 - Gravadora: Independente - Formatos: K7 |

### EPs
| Álbum                                   | Detalhes                                                                      |
| --------------------------------------- | ----------------------------------------------------------------------------- |
| É Para Quem Gosta, e Não Para Quem Quer | - Lançamento: Agosto de 2013 - Gravadora: PISCES - Formatos: Download digital |

### Demos
| Álbum      | Detalhes                                                    |
| ---------- | ----------------------------------------------------------- |
| Vida Morta | - Lançamento: 1995 - Gravadora: Independente - Formatos: K7 |

## Singles

#### Principais
| Título                                                   | Ano  | Álbum                                   |
| -------------------------------------------------------- | ---- | --------------------------------------- |
| "A Cera"                                                 | 2000 | Todo Mundo Doido                        |
| "Tudo É Possível"                                        | 2000 | Todo Mundo Doido                        |
| "O Veneno"                                               | 2003 | Equalizando as Idéias                   |
| "Motivo"                                                 | 2007 | De Onde Foi Que Paramos Mesmo?          |
| "O Sol e o Céu"                                          | 2013 | É Para Quem Gosta, e Não Para Quem Quer |
| "Litoral"                                                | 2013 | É Para Quem Gosta, e Não Para Quem Quer |
| "Brilhar a Minha Estrela (Dá Mais Um)" (com Signo Solar) | 2021 | Não adicionado à nenhum álbum           |
| "Jah"                                                    | 2022 | Não adicionado à nenhum álbum           |
| "A Cera" (acústico) (com Marcelo Magal)                  | 2023 | Não adicionado à nenhum álbum           |

#### Outras faixas
| Título                         | Ano  | Notas                                         |
| ------------------------------ | ---- | --------------------------------------------- |
| "Para De Falar"                | 1999 | Canção de Jigaboo                             |
| "Triste, Mas Eu Não Me Queixo" | 2001 | Foi cantada no Rock in Rio III; nenhum álbum  |
| "Motivo" (versão acústica)     | 2007 | Canções para o single promocional "Motivo"    |
| "A Cera" (versão acústica)     | 2007 | Canções para o single promocional "Motivo"    |
| "O Que Fazer"                  | 2022 | Música da banda Suwave; participação especial |

## Videoclipes
| Título            | Ano  | Direção        |
| ----------------- | ---- | -------------- |
| "A Cera"          | 2000 | João Araújo    |
| "Tudo É Possível" | 2000 | Dino Dragone   |
| "O Veneno"        | 2003 | Felippe Segall |
| "Litoral"         | 2014 | Rick Werneck   |
| "O Sol e o Céu"   | 2016 | 2Gorilla       |